# Мало-Пештене
Ма́ло-Пе́штене (болг. Мало Пещене) — село у Врачанській області Болгарії. Входить до складу общини Враца.

## Населення
За даними перепису населення 2011 року у селі проживали 54 особи, усі — болгари.
Розподіл населення за віком у 2011 році:
Динаміка населення: